# Сухэ-Батор (станция)
Сухэ́-Ба́тор (монг. Сүхбаатар) — приграничная и самая северная железнодорожная станция Трансмонгольской железной дороги, расположенная в городе Сухэ-Батор (Монголия). На станции находится пограничный пункт Россия—Монголия.

## История
Станция появилась в 1940 году и стала носить имя монгольского государственного деятеля Дамдина Сухэ-Батора. Её деятельность связана с функционированием трансмонгольской железной дороги. Через станцию налажено регулярное пассажирское железнодорожное сообщение, поезд Иркутск — Улан-Батор, на станции Сухэ-Батор пассажиры поездов проходят пограничный и таможенный контроль на монгольской стороне.